# District de Minhang
Le district de Minhang (闵行区 ; pinyin : Mǐnháng Qū) est une subdivision de la municipalité de Shanghai en Chine.
Dans ce district se trouvent certaines zones de R&D, et aussi les célèbres universités comme l'Université Jiao-tong de Shanghai et l'École normale supérieure de l'Est de la Chine.
Minhang inclut aussi la ville de Qibao comprenant des maisons traditionnelles chinoises.

## Transport
- La ligne Jinshan (train de banlieue «à grande vitesse») traverse le district de Minhang.